# Ахмад Мосхир аль-Салтане
Ахмад Мосхир аль-Салтане (перс. احمد مشیرالسلطنه‎, 6 июля 1844, Амоль, Персия — 20 апреля 1918, Тегеран, Персия) — иранский государственный деятель, премьер-министра Ирана (1907, 1908-1909).

## Биография
Родился в Амоле в 1844 году.
После получения юридического образования начал работать при дворе наследного принца Мозафереддин-шаха Каджара, став через некоторое время его секретарем, а вскоре и правителем иранского Азербайджана. После поражений при попытке подавить восстание курдов 1880 г. во главе с шейхом Обейдуллой впал в немилость. После этого он много лет не имел работы. Затем по настоянию Мирзы Али Асгар Хана стал получать ежегодную зарплату в Большом суде и занимал руководящие должности в Министерстве внутренних дел.
В 1897 г. был назначен в министерство финансов, а затем — управляющим шахской казной. На этом посту остановил коррупцию и злоупотребления, которые были обыденными при правлении скончавшегося Насер ад-Дин Шаха, начав погашение долговых обязательств.
После внезапной смерти Мирзы Насруллы Хана он был назначен на пост премьер-министра, но в условиях острейшей политической нестабильности уже через месяц лишился своего поста. В период деятельности военного правительства занял должность министра внутренних дел, в условиях развернутых репрессий были арестованы и казнены несколько представителей оппозиционных конституционалистов.
В 1908—1909 гг. вновь занимал пост премьер-министра Ирана. После массовых восстаний на севере страны и вторжения российской армии и началом наступления протестующих на Тегеран ушел в отставку. После падения режима Мохаммада Али-шаха по некоторым сведениям выплатил моджахедам сто тысяч туманов, чтобы выкупить свою свободу.
Вслед за этим он ушел из общественно-политической жизни, сосредоточившись на религии и духовном просвещении. В 1911 г. был тяжело ранен во время покушения, когда выходил из своей кареты.